# Culicicapa
Culicicapa – rodzaj ptaków z rodziny owadówek (Stenostiridae).

## Zasięg występowania
Rodzaj obejmuje gatunki występujące w Azji.

## Morfologia
Długość ciała 11,5–13 cm; masa ciała 6–9 g.

## Systematyka
Nazwę Culicicapa ukuł w 1871 roku brytyjski przyrodnik Robert Swinhoe na łamach Proceedings of the Zoological Society of London jako nową nazwę dla Cryptolopha którą utworzył w 1838 brytyjski przyrodnik Swainson i którą Swinhoe uważał za zajętą. Jako gatunek typowy wyznaczono komarówkę szarogłową (C. ceylonensis).  

### Etymologia
- Cryptolopha: gr. κρυπτος kruptos „ukryty”; λοφος lophos „grzebień, czub”[12].
- Platyrhynchus: gr. πλατυς platus „szeroki”; ῥυγχος rhunkhos „dziób”[13]. Typ nomenklatoryczny: Platyrhynchus ceylonensis Swainson, 1820.
- Myialestes: gr. μυια muia, μυιας muias „mucha”; λῃστης lēistēs „złodziej”, od λῃστευω lēisteuō „kraść”[14]. Typ nomenklatoryczny: tylko rycina, Reichenabach nie wskazał gatunku typowego; typ nomenklatoryczny w ramach późniejszego oznaczenia[15]: Muscicapa  cinereocapilla Blyth, 1849 (= Platyrhynchus ceylonensis Swainson, 1820).
- Culicicapa (Caulicicapa): łac. culex, culicis „komar”; capere „chwytać”[16].
- Empidothera: gr. εμπις empis, εμπιδος empidos „komar”; -θηρας -thēras „łowca”, od θηραω thēraō „polować”, od θηρ thēr, θηρος thēros „bestia, zwierzę”[17].
- Xantholestes: gr. ξανθος xanthos „żółty, złoty”; λῃστης lēistēs „złodziej”, od λῃστευω lēisteuō „kraść”[18]. Typ nomenklatoryczny: Xantholestes panayensis[f] Sharpe, 1877.

### Podział systematyczny
Takson ten wcześniej zaliczany był do rodziny muchołówkowatych (Muscicapidae). Do rodzaju należą następujące gatunki:
- Culicicapa ceylonensis (Swainson, 1820) – komarówka szarogłowa
- Culicicapa helianthea (Wallace, 1865) – komarówka żółtawa